# República Marítima de Pechina
La República Marítima de Pechina fue una entidad política de al-Ándalus que, encuadrada en el emirato de Córdoba primero y el califato después, gozó de autonomía política, militar y comercial entre, aproximadamente, 891 y 955 d. C.. Tuvo su capital en la antigua Bayyāna o Bayana, actual Pechina (provincia de Almería, España).

## Historia

### Orígenes de la república marítima
A finales del siglo VIII, Abderramán I, emir de Córdoba entre 756 y 788, ordenó levantar una torre vigía en las inmediaciones de la antigua Urci romana y visigótica, situada, según algunas fuentes, donde hoy se encuentran la localidad de Benahadux o la barriada de El Chuche, en el valle del bajo Andarax (téngase en cuenta que en época islámica, la línea de costa estaba más al norte, aproximadamente a la altura de la actual barriada de La Juaida).
La República Marítima de Pechina, no obstante, tiene su origen directo en el mandato de Abderramán II, emir de Córdoba entre 822 y 852, quien amplió el puerto de la antigua Urci dotándolo de un arsenal y, tras la Guerra de la Hoja de Parra, conflicto que enfrentó en Lorca a árabes y yemeníes, ordenó a estos ocupar el valle de Urci y defender la costa de la actual provincia de Almería. Fueron concretamente dos clanes, los Banu Gasán o Gasánidas y los Ru'ayn o Ruain, los que se instalaron en el valle del Bajo Andarax, creando un distrito (iqlim) que llamaron Urs al-Yaman (es decir, la «Urci de los Yemeníes»), con capital en el núcleo de Bayyāna, topónimo del que procede el actual Pechina y que, según el historiador Leopoldo Torres Balbás, deriva del nombre de una antigua heredad romana allí existente, el Fundus Baianus.
Entre 840 y 862, los continuos ataques normandos obligaron a los emires a construir fortalezas como la de Qabit Bani Asuad, en el Cabo de Gata, cuya defensa confiaron al clan norteafricano de los Banu Sarray o Abencerrajes. Así pues, este clan, junto con los Banu Gasán y Ruaini yemeníes y diversos grupos de judíos, muladíes y mozárabes, controlaba el valle del Bajo de Andarax y el golfo de Almería.
Ultimándose el gobierno de Mohamed I (emir entre 852 y 886), sobre el 884, comienzan a llegar bahriyyum, marinos y comerciantes andalusíes, mozárabes y muladíes que llegaron desde el puerto norteafricano de Tenes en su huida de Cartagena, a la sazón perteneciente a la cora de Tudmir. Superados ciertos conflictos iniciales, en 891 se pactó el nacimiento formal de una república marítima que gozó de gran autonomía política, militar y comercial. Gracias a su estratégica posición, Bayyāna pasó a controlar al mar de Alborán y, en gran medida, todo el Mediterráneo occidental. Se convirtió en un emporio comercial en cuyo puerto se trasegaban esclavos, artesanías, productos agrícolas, lino, y la célebre seda de Pechina, que se enviaban a puertos norteafricanos, de Bizancio y del Mediterráneo oriental. Y también fue potencia corsaria, llegando a amenazar a Roma.

### La cora de Bayyāna
Políticamente, la república marítima se hermanó con otras ciudades de Tunicia y del resto del Magreb y se independizó de la cora de Elvira, lo que provocó ataques de esta. Bayyāna, en consecuencia, solicitó la protección de Córdoba a cambio de vasallaje, y el emir Abdalá I, que reinó entre 888 y 912, admitió incorporarla al gobierno central de los Omeya, naciendo así la cora de Bayyāna o de Pechina, heredera de la república marítima. Fue la tercera cora del emirato de Córdoba, del que seguirá manteniendo cierta independencia.
Como cora con privilegios autonómicos, Bayyāna tuvo sus propios dirigentes: el clan de los Banu Asuad, uno de los cuales, Omar ben Asuad al-Gassani, la amuralló a finales del siglo IX y construyó una mezquita que según al-Udri, historiador almeriense del siglo XI, tenía «siete naves dispuestas en dos alas y unidas en el centro por una gran cúpula levantada sobre cuatro grandes columnas». El geógrafo al-Himyari del siglo XV describe así la ciudad en tiempos del reinado de Omar ben Asuad:

«Cerca de Pechina se encontraba la Mezquita Aljama de la comarca, aunque Pechina estuvo formada por barrios dispersos hasta que se instalaron en ella los marinos, que dominaron a los árabes e impusieron su autoridad, unieron los barrios dispersos y construyeron su muralla, siguiendo el modelo y disposición de Córdoba. Sobre una de las puertas de Pechina colocaron una estatua que se asemejaba a la que había sobre la Puerta del Puente. Gentes de todas partes llegaron a ella; venían de todos los lugares huyendo de las revueltas que eran generales por entonces. La ciudad constituyó una residencia apacible y un asilo seguro para todos los que fueron a instalarse allí o a refugiarse en ella. Importaban de África todos los artículos necesarios para su aprovisionamiento, así como los objetos de comercio, Y esta fue igualmente una de las razones que motivaron la llegada e instalación de nuevos habitantes. Comenzaron a proliferar los arrabales en torno a ella. En Pechina penetran dos grandes arroyos [acequias], uno de los cuales por lo alto de la ciudad, desde la parte oriental, riega todas las huertas, mientras que el segundo atraviesa los arrabales septentrionales de los que sale para los meridionales para terminar en el río por esa parte. La mezquita aljama [principal] de Pechina se encuentra en el interior de la ciudad; la construyó Umar ben Aswad. En ella hay una bóveda sobre una cúpula con once arcos levantados sobre catorce columnas; la parte alta d la bóveda está esculpida con maravillosas inscripciones. Al este de la bóveda hay tres naves y al oeste cuatro, más anchas que las orientales y que reposan sobre columnas de piedra. En el patio de la mezquita hay un pozo de agua dulce. En la ciudad de Pechina había once baños, telares de seda y comercios prósperos. El río que venía del este de la ciudad se llevaba, en los periodos de crecida, muchos de los arrabales y zocos»

En este tiempo, además, la cora solicitó al emir la ampliación de sus territorios, lo que resultó así en la construcción de diversas fortalezas que defendían las rutas a Elvira y Baza, como las de Purchena o Mondújar.

### Fundación de Almería y declive de Pechina
En 912 accede al poder Abderramán III, que se hizo nombrar califa en 929 y como tal reinó hasta 961. En 915, la cora de Bayyāna se le somete totalmente, aceptando el gobierno de un cadí cordobés. A raíz de los múltiples ataques de los fatimíes, como el que asoló el arrabal costero de Bayyāna, el nuevo califa consolida las defensas, una de las cuales fue al-Mariyyat Bayyāna («la atalaya de Pechina»). Construida en 955, sería el germen de la alcazaba de Almería y de la actual ciudad homónima, hacia la cual en las décadas siguientes, y por diversas razones, se trasladaría el poder político, económico y militar de la región. Este momento marca, así pues, el declive de Pechina como capital de la cora y el surgimiento de la Almería islámica que, con el tiempo, se convertiría en sede del almirantazgo y la flota califal y en uno de los puertos más importantes de al-Ándalus.

### Bayyāna, puerto de exploradores y corsarios
En las seis décadas de vigencia de la República Marítima de Pechina surgieron audaces marinos, como Jashjash ibn Said ibn Asuad, almirante que en 859 dirigió la flota del emir Mohamed I contra los normandos que asolaban el Mediterráneo, sin éxito. Su leyenda viene ligada, no obstante, al testimonio de al-Masudi, historiador del siglo X que en su obra Los campos de oro y las minas de joyas afirma que en 889 Jashjash ibn Said ibn Asuad, partiendo de Delba (el actual Palos de la Frontera), atravesó el Atlántico, descubrió una tierra desconocida y regresó con un cargamento de tesoros.
Otro personaje relacionado con el mar, que pudiera considerarse heredero de la República Marítima de Pechina, fue la corsaria Malika Fadel ben Salvador, nieta del también comerciante y corsario Ibn Fadel, y que pereció en combate contra la flota del franco-catalán Moreau de Perellós.

### Bayyāna como centro cultural y religioso
Pechina fue en la época de la república marítima y la cora de Bayyāna un importante centro cultural en el que brillaron poetas como al-Gassaniyya, cuyo patronímico la emparenta con los Gasánidas y que vivió probablemente a finales del siglo X o principios del XI.
Por otra parte, tras la fundación de Almería en 955, Pechina perdió su preeminencia política y económica, pero, en contrapartida, se convirtió en el centro sufí más importante de la península ibérica. Se instalaron en ella discípulos del sufí cordobés Ibn Massarra, como al-Ruayni, y se creó una escuela por la que pasaron varios maestros, entre ellos el almeriense Abenalarif, Abu Madyan y, probablemente, el más grande de los místicos andalusíes, el murciano Ibn Arabi.

### Cora de Bayyāna en el Reino Nazarí (1238-1489)
Al establecerse el Reino nazarí de Granada, la parte oriental recibió el nombre de Bayyana, hasta la conquista cristiana en diciembre de 1489 de Almería, Baza y Guadix.